# سانت اغنس (كورنوال)
سانت اغنس (بالإنجليزية: St Agnes, Cornwall)‏ هي قرية و أبرشية مدنية تقع في المملكة المتحدة في إنجلترا.

## معرض صور

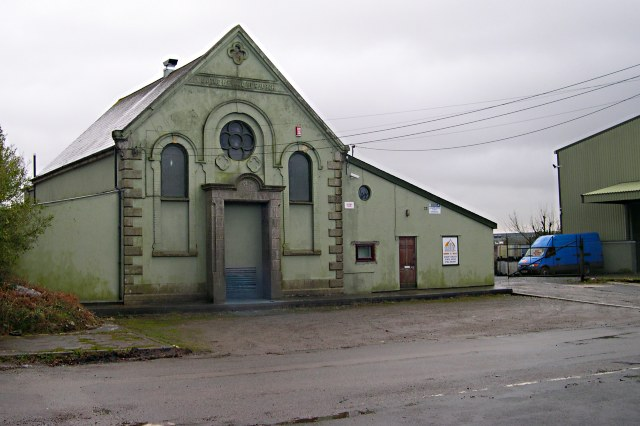
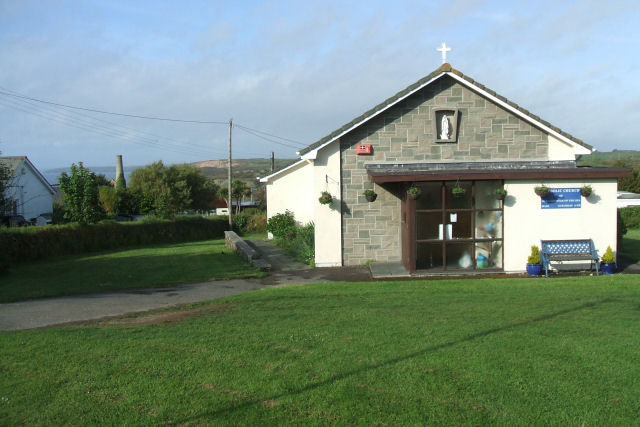
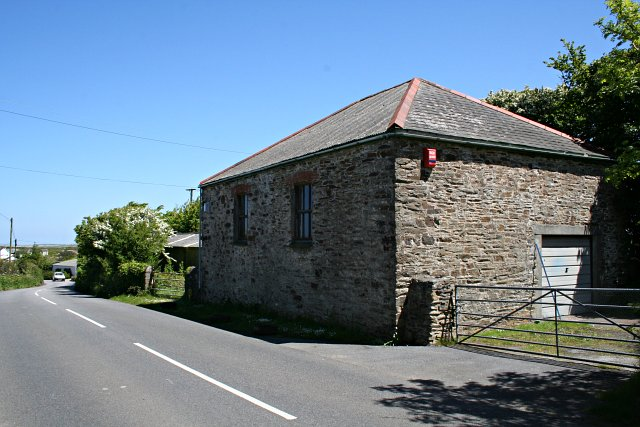
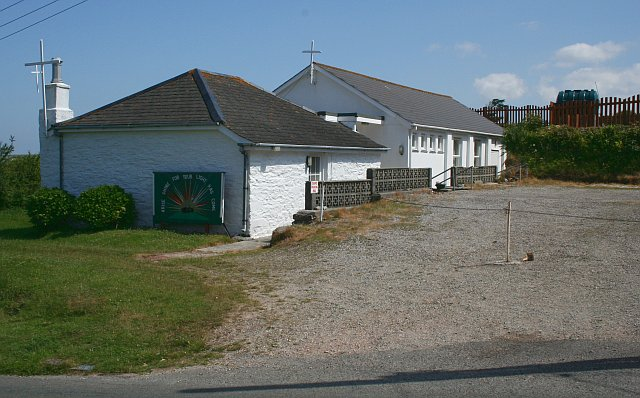